# Джеф Лийс
Джеф Лийс (на английски: Geoff Lees) е бивш британски автомобилен състезател, пилот от Формула 1. Роден на 1 май 1951 г. в Атерстоун, Великобритания.

## Формула 1
Джеф Лийс прави своя дебют във Формула 1 в Голямата награда на Великобритания през 1978 г. В световния шампионат записва 12 състезания като не успява да спечели точки, състезава се за шест различни отбора.